# March On, Bahamaland
March on, Bahamaland is het volkslied van de Bahama's. Het werd geschreven door Timothy Gibson en als volkslied ingesteld in 1973.

## Tekst
Lift up your head
to the rising sun,
Bahamaland;
March on to glory
your bright banners
waving high.
See how the world
marks the manner
of your bearing!
Pledge to excel
through love and unity.
Pressing onward,
march together
to a common loftier goal;
Steady sunward,
tho' the weather
hide the wide and treachrous shoal.
Lift up your head
to the rising sun, Bahamaland,
'Til the road you've trod
lead unto your God,
March On, Bahamaland.

## Nederlandse vertaling
Hef je hoofd
op naar de opkomende zon,
Bahamaland;
Mars naar de glorie,
je heldere spandoeken
wapperen hoog.
Zie hoe de wereld
de manier van je
houding markeert!
Beloof om uit te blinken
door liefde en eenheid.
Voortgaand,
samen marcheren
naar een gemeenschappelijk verhevener doel
Standvastig naar de zon,
hoewel het weer de brede
en verraderlijke ondiepte verbergt.
Hef je hoofd
op naar de opkomende zon,
Bahamaland;
Tot dat de weg
die je hebt betreden
naar je God leidt,
Mars op, Bahamaland.